# Pilote (télévision)
 (juin 2025).
Si vous disposez d'ouvrages ou d'articles de référence ou si vous connaissez des sites web de qualité traitant du thème abordé ici, merci de compléter l'article en donnant les références utiles à sa vérifiabilité et en les liant à la section « Notes et références ».
Pour les articles homonymes, voir Pilote.
Un pilote est l'épisode initial ou prototypique d'une série télévisée, d'un jeu télévisé ou tout autre type d'émission, et qui sert à en présenter le concept à des producteurs ou des diffuseurs. Il est généralement aussi présenté à un public test ou des journalistes pour en recueillir l'avis.

## Caractéristiques
Le pilote est essentiellement réalisé afin de convaincre un diffuseur d'acheter la série complète, qui n'est pas encore tournée. Le budget en est parfois supérieur au prix d'un épisode normal, notamment pour la création ex nihilo des décors. Ce terme de « pilote » (ainsi que les expressions « émission test » et « numéro zéro ») est également utilisé pour les émissions de télévision et le cinéma.
Selon les cas : le pilote est utilisé tel quel comme un épisode de la série, il est retouché puis diffusé, le concept est tellement modifié que le pilote ne trouve plus sa place dans la série ; ou le concept est refusé. Dans certains cas, le pilote pourra tout de même être diffusé comme un téléfilm dit « unitaire », indépendant de toute série.
Si le pilote est jugé satisfaisant, il est présenté au public et au vu des résultats d'audience, les producteurs décident de la viabilité ou de la non-viabilité de la série. Les producteurs américains utilisent souvent un achat « 10/90 », où ils achètent 10 à 13 épisodes d'une série en gardant une option sur 90 de plus, qui seront achetés uniquement si un niveau d'audience stipulé dans le contrat est atteint. Le diffuseur peut alors programmer des rediffusions sur d'autres chaînes par le système de la syndication.
Le magazine Variety estime que seulement un quart des pilotes produits sont présentés au public. Les autres ne sont pas vus à l'extérieur des salles de projection des producteurs.

## Type

### Pilote introductif
Le pilote constituera le premier épisode de la série, ou un téléfilm d'introduction (qui peut alors avoir une durée plus longue que les épisodes suivants).

### Pilote prototype
Un épisode prototype raconte une histoire trouvant sa place au milieu de la diégèse de la série. Le but est alors de montrer comment se déroulera un épisode normal, avec ses antécédents et implications.
Les pilotes prototypes peuvent être couplés à un épisode d'introduction. Les pilotes prototypes peuvent aussi être utilisés comme un épisode normal. Si de trop grands changements sont apportés à la suite des suggestions des producteurs ou des avis du public test, l'épisode prototype peut ne plus avoir sa place dans la série. Il peut tout de même être vendu longtemps après la diffusion de la série sous forme de vidéo.

### Backdoor pilot
Un backdoor pilot est un épisode d'une série existante servant à introduire une autre série ou un projet afin de présenter son concept ou ses personnages. Ce genre de pilote est notamment utilisé dans le cadre d'un projet de série dérivée.
Ce terme désigne également un téléfilm n'ayant pas nécessairement de suite, mais produit pour tester une potentielle série télévisée. Par exemple, la série The Originals, série dérivée des Vampire Diaries, dont le vingtième épisode de la quatrième saison de la série a servi de backdoor pilot.